# 앨런 드완

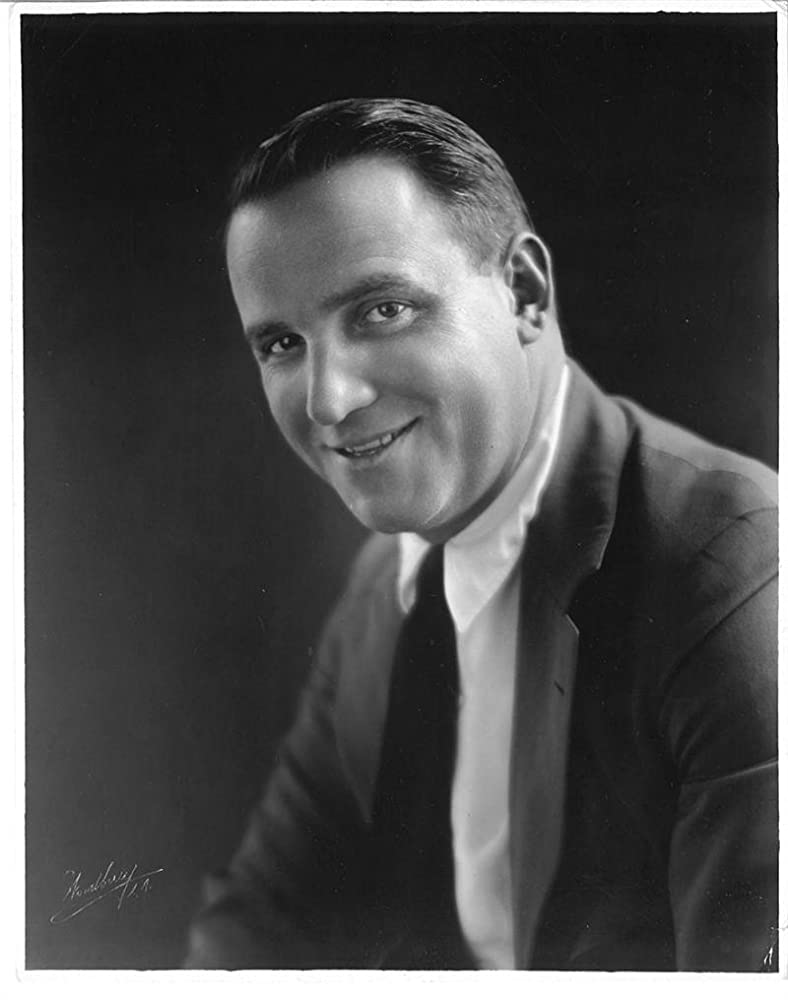

앨런 드완(Allan Dwan, 본명: Joseph Aloysius Dwan, 1885년 4월 3일 ~ 1981년 12월 28일)은 선구적인 캐나다 태생의 미국의 영화 감독, 프로듀서, 각본가이다.
캐나다 온타리오주 토론토에서 태어났다. 1892년 12월 4일 7살 때 가족은 미국으로 건너갔다.

## 참여 작품
- 로빈 후드 (1922년 영화)
- 하이디 (1937년 영화)
- 이오지마의 모래 언덕
- 홀드 백 더 나이트